# Harens Lyceum
Het Harens Lyceum is een Nederlandse openbare school voor voortgezet onderwijs in Haren. De school is onderdeel van het Zernike College.

## Geschiedenis
In 1984-1985 fuseerden in Haren de Linnaeus-mavo en de Theda Mansholtschool. In januari 1985 werd bekendgemaakt dat deze fusieschool verder ging onder de naam Klockkamp. In 1989 fuseerde Klockkamp met de Mavo in Eelde, de nieuwe Openbare Mavo werd gevestigd in Haren.
In augustus 1991 ging De Openbare Mavo in Haren samen met het Zernike College. In 1993 Volgde een fusie tussen het Zernike College en de Mavo in Zuidlaren. In 2015 werd besloten het Zernike College in drie scholen te verdelen, omdat de school te groot was geworden. Het Harens Lyceum is in 2016 ontstaan uit het Zernike Junior College Haren, het Zernike Junior College Zuidlaren en de afdelingen atheneum+ en studiehuis van het Zernike College Haren. 

## Locatie
De school bevindt zich in een gebouw aan de Kerklaan in Haren. Sinds schooljaar 2015-2016 is de locatie aan de Kerklaan in Haren geopend, ter vervanging van de oude locatie aan de Westerse Drift. De bouw hiervan duurde 14 maanden en kostte 14 miljoen euro. Deze locatie huisvest ongeveer 1400 leerlingen. In het verleden had de school ook locaties aan de Rummerinkhof in Haren en in Zuidlaren, maar deze zijn in 2017 (Rummerinkhof) en 2020 (Zuidlaren) gesloten. De leerlingen zijn verhuisd naar de vestiging Kerklaan.

## Onderwijs
Het onderwijs is verdeeld in verschillende talentrichtingen. Op de school kunnen leerlingen vmbo-tl (alleen onderbouw), havo, vwo en vwo-plus volgen. Elk jaar organiseert de school voor de onderbouw een Talentweek, een vijfdaagse cultuur- en sportmanifestatie. Het Harens Lyceum heeft een uitwisselingsprogramma met vele scholen elders in Europa.

## In de media
- In april 2018 kwam de school in het nieuws vanwege een brand op de locatie aan de Kerklaan in Haren.[13]
- De rector van de school deed in 2020 en 2021 verschillende uitspraken in de media over de Coronacrisis.[14][15][16]
- In maart 2022 kwam de school landelijk in het nieuws nadat een man met een nepwapen de school binnen was gelopen.[17][18]